# 補正予算
補正予算（ほせいよさん）とは、当初予算成立後に発生した事由によって、当初予算通りの執行が困難になった時に、本予算の内容を変更するように組まれた予算。

## 目的
予見し難い事態への対応として予備費の計上が認められているが、予備費でも対応できないような事態が生じる場合には、追加予算を編成することになる。議会の承認を受けて、補正予算が成立する。
突発的災害による対策として補正予算が組まれることもあるが、実際の運用上としては経済情勢の悪化に対する財政支出拡大を目的として補正予算を編成することが多い。

## 国の補正予算

### 昭和憲法下
国においては財政法第29条で以下の場合に補正予算を編成できると規定されている。
1. 法律上又は契約上国の義務に属する経費の不足を補うほか、予算作成後に生じた事由に基づき特に緊要となつた経費の支出（当該年度において国庫内の移換えにとどまるものを含む。）又は債務の負担を行うため必要な予算の追加を行う場合
2. 予算作成後に生じた事由に基づいて、予算に追加以外の変更を加える場合

なお、予備費は補正予算に計上することが出来るが、機密費の追加は政治責任を問われる事態となる。また、予備費を執行する場合は、事後に国会（衆議院決算行政監視委員会・参議院決算委員会）の承諾を得なければならない。ただし、国会が承諾しなくても支出自体は有効とされる。

補正予算は会期の冒頭・途中を問わずいつでも国会に提出することが出来るが、趣旨説明たる財務大臣による財政演説を行わなければならない。通常国会の冒頭に補正予算が提出された場合は、まず補正予算に対する財政演説を行い、その成立後に改めて翌年度当初予算を提出した上で、施政方針演説を含む政府四演説を行う形態も平成末期の一時行われていた。
日本の単年度国家予算で補正予算の回数が多かった年は1947年（昭和22年）で15回補正予算を組んだ例がある。
2020年（令和2年）4月末に成立した補正予算は、当初予算の編成時に想定していなかったコロナ2019の感染拡大などに対応するために編成され、当初予算成立直後の4月補正、補正予算では初となる予算案の組み替えの実施など異例の補正予算となった。
一方で、物価高対策などが盛り込まれた2022年度の32兆円の補正予算のうち、約4割に当たる11.7兆円が年度内に使われなかったことが、2024年に朝日新聞の会計検査院への取材により判明しており、補正予算の付く事業について、そもそも必要なのかを含めた疑問の声が出されている。

### 明治憲法下
1947年（昭和22年）5月2日以前の明治憲法下では、会計法第7条に定めがあり、必要不可欠な経費または法律ないし契約に基づく経費に不足が生じた場合、内閣は追加予算（ついかよさん）を帝國議会に提出することができた。ただし、追加予算は本予算と違い、帝國議会の協賛が得られず否決されることもあった。なお、戦争遂行中の軍事費（臨時軍事費特別会計）など特に緊急を要する場合は、衆貴両院の予算委員会での審査が省略され、本会議での財政演説終了後に直ちに採決されることもあった。

また、帝國議会が開けない場合に公共の安全を保持するため緊急の必要があるときには、議会ではなく枢密院の決定により勅令を発布してなされる緊急財政処分という制度もあった（戦後の予備費や、地方での専決処分に相当）。ただこの場合も、事後に帝国議会の協賛を得る必要はあった。

### 審議
補正予算であっても、憲法60条1項により衆議院先議となることは変わらない。しかし、迅速な審議を行う必要があるため、財政演説と代表質問を1日で行い、予算委員会に付託後は基本的質疑を1日で行った後翌日には締めくくり質疑を行い、一般的質疑や公聴会は省略されるのが常例である。

## 地方の補正予算
地方自治体では地方自治法第218条第1項で「予算の調製後に生じた事由に基づいて、既定の予算に追加その他の変更を加える必要が生じたとき」に補正予算を編成することができると規定されている。
地方では、国の予備費にあたる費目が報償費となるため、報償費を補正予算に計上することは当たり前に行われている。